# Turuberânia

Armênia em 150. A Turuberânia situa-se entre as províncias mais a Ocidente

Turuberânia (em latim: Turuberania; em armênio: Տուրուբերան; romaniz.: Tawruberan) foi a quarta província do Reino da Armênia segundo o geógrafo armênio do século VII Ananias de Siracena. Abrangia a atual região turca que se estende a noroeste do lago de Vã e inclui as atuais cidades de Bitlisse (Balexe), Manzicerta e Muxe.

## Distritos
A província era composta por 17 gavares (cantões ou distritos):
- Cotaitas (Խութ, Xoyt’)
- Aspacúnia (Ասպակունեաց ձոր, Aspakuneac’ jor)
- Taraunitis (Տարաւն, Tarawn)
- Palúnia (Պալունիկ, Palunik’)
- Asmúnia (Աշմունիք, Aršamunik’)
- Mardália (Մարդաղի, Mardałi)
- Dasnaura (Դասնաւորք, Dasnawork’)
- Tuarazatáfia (Տուարածատափ, Tuaracatap’)
- Dalar (Դալառ, Dalaṙ)
- Arquena (Հարք, Hark’)
- Varasnúnia (Վարաժնունիք, Varažnunik’)
- Besnúnia (Բզնունիք, Bznunik’)
- Erevarde (Էրէվարդ, Erewark’)
- Aliovita (Աղիովիտ, Ałiovit)
- Apaúnia (Ապահունիք, Apahunik’)
- Cora (Կորի, Koṙi)
- Corcorúnia (Խորխոռունիք, Xorxoṙunik)